# Alexander Fjodorowitsch Labsin

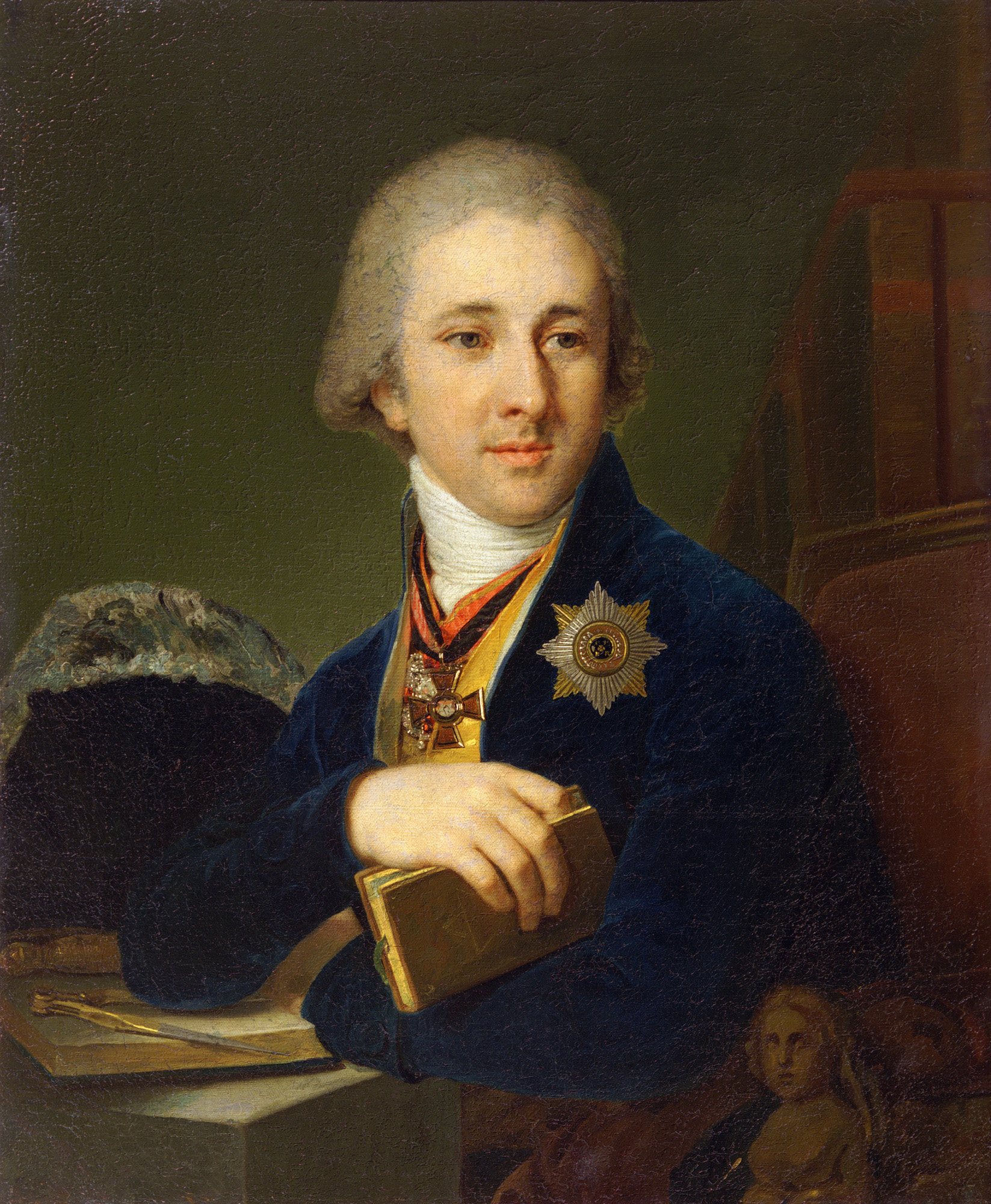
Alexander Labsin (1805)

Alexander Fjodorowitsch Labsin (russisch Александр Фёдорович Лабзин, wiss. Transliteration Aleksandr Fedorovič Labzin; * 27. Januarjul. / 7. Februar 1766greg. in Moskau; † 27. Apriljul. / 9. Mai 1825greg. in Simbirsk) war ein russischer Schriftsteller, Mystiker, Freimaurer, Übersetzer und Herausgeber des Sionski Westnik (“Zionsboten”). Ab 1799 war er Konferenzsekretär, ab 1818 Vizepräsident der Petersburger Akademie der Künste.
Labsin war einer der einflussreichsten russischen Freimaurer der ersten Jahrzehnte des 19. Jahrhunderts. Er studierte bei I. G. Schwarz, dem Professor für Philosophie an der Universität Moskau. 1800 eröffnete er seine eigene Rosenkreuzer-Loge.
Ihn beeinflussten die deutschen pietistischen Autoren Johann Heinrich Jung-Stilling und Karl von Eckartshausen, die er auch übersetzte. Er übersetzte auch Jakob Böhme und französische Literatur (darunter Mercier, Der Richter) ins Russische.
Als der Präsident der Akademie der Künste in einer Sitzung vorschlug, Alexei Araktschejew zum Ehrenmitglied zu ernennen, und auf die Frage, worin dessen Verdienste bestünden, nur zu erwidern wusste, weil er „dem Zaren am allernächsten“ stehe, schlug Labsin in seiner Eigenschaft als Sitzungssekretär der Akademie der Künste vor, den Kutscher Ilja Baikow zum Akademiemitglied zu ernennen, weil dieser dem Zaren nicht nur nahe stehe, sondern auch noch vor ihm sitze.
Lapsin wurde daraufhin von Zar Alexander I. nach Simbirsk verbannt.